# Kira Yoshinaka
Kira Yoshinaka ([吉良義央 Kira Kōzuke-no-suke Yoshinaka] Erro: {{japonês}}: o texto tem marcação itálica (ajuda)) (5 de outubro de 1641 - 30 de janeiro de 1703) foi um kōke (mestre de cerimônias) japonês. Seu título na corte era de Kōzuke no suke. Ele é mais conhecido por ser o adversário de Asano Naganori nos eventos de 47 rōnin. Embora o seu nome (義央) foi muito pronunciado como "Yoshinaka" especialmente em dramas e romances, Ekisui Rembeiroku verificou em 1703 que seu nome era "Yoshihisa." Descobertas recentes sobre Kaō e suas cartas preservadas no Templo Kezō (华蔵寺) confirmaram que o seu verdadeiro nome deveria ser lido como "Yoshihisa."

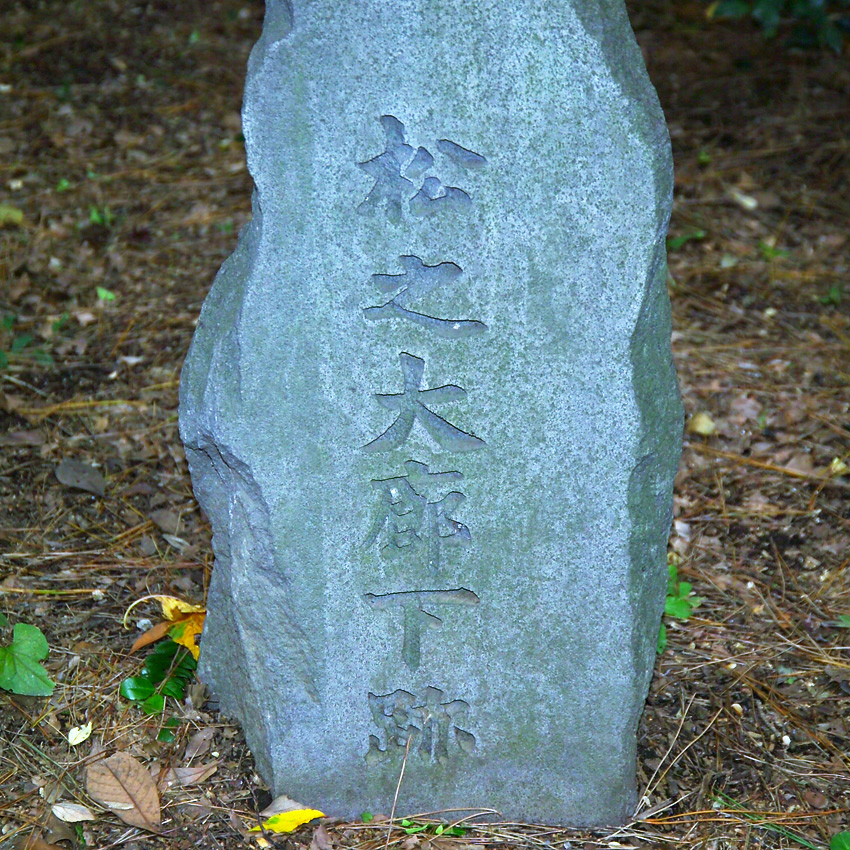
A lápide onde Kira Yoshinaka foi enterrado.

Nascido em 1641, ele era o filho mais velho de Kira Yoshifuyu. Sua mãe era membro do alto escalão de Clã Sakai. Na morte de seu pai em 1668, Yoshinaka se tornou o 17 º chefe de família, e herdou terras avaliadas em 4200 koku. Yoshinaka nomeou o seu segundo filho como seu herdeiro, mas quando o herdeiro morreu, Yoshinaka aprovou Uesugi Tsunakatsu como novo herdeiro.